# Marstall (Lübeck)

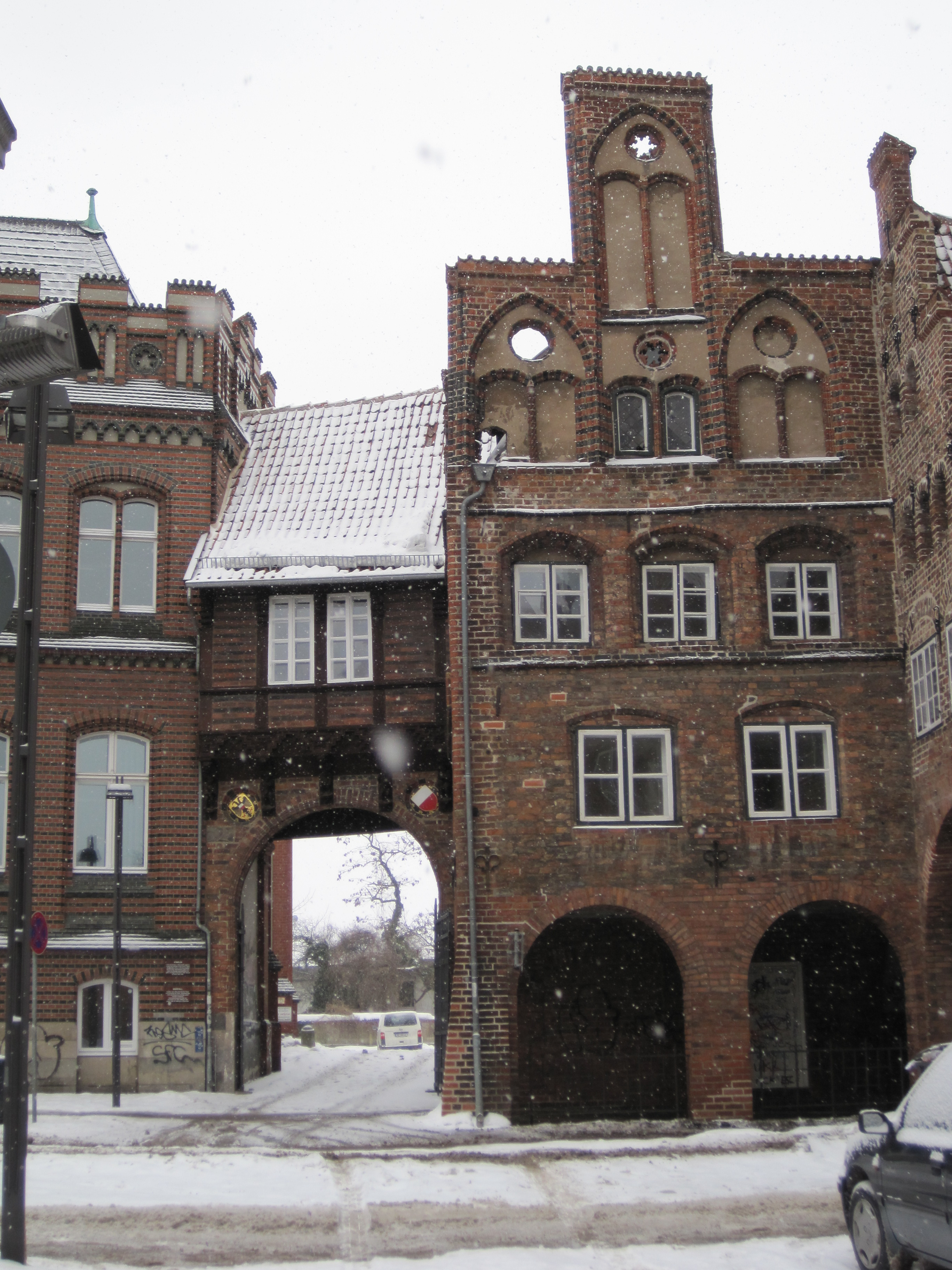
Toreinfahrt des Marstalls

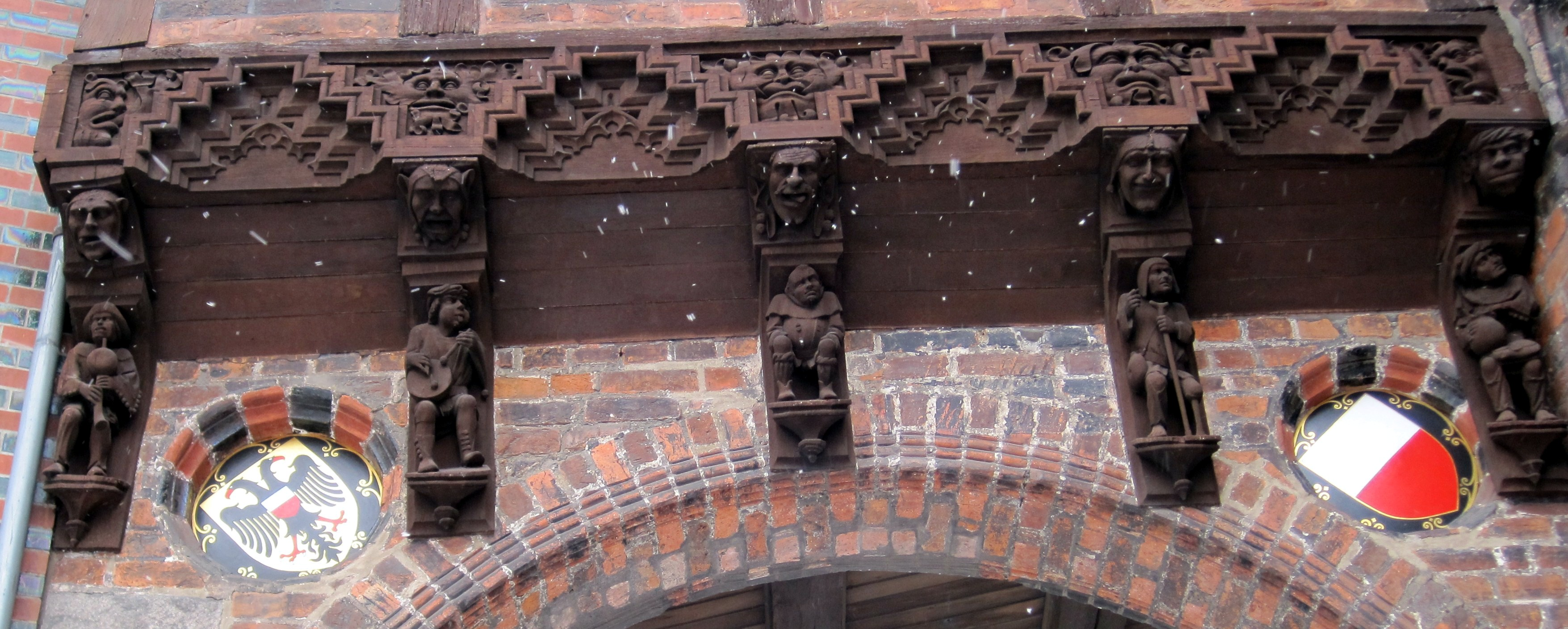
Detail: Bildschnitzerei über dem Tor zum Marstallhof

Der Marstall in Lübeck wurde 1298 erstmals erwähnt. Seine verbliebenen Gebäude rund um den Marstallhof zwischen dem Burgkloster und dem Burgtor sind Bestandteil der Lübecker Stadtbefestigung und stehen als Bestandteile des Welterbes der Lübecker Altstadt unter Denkmalschutz. Sie werden heute als Jugendzentrum genutzt.

## Geschichte
Der Marstallhof war vom Mittelalter bis in die Neuzeit die Wache der Lübecker Ordnungshüter, im Mittelalter Reitendiener genannt. Der Marstall unterstand jeweils zwei Ratsherren, den Stallherren oder Marstallherren, und wurde unter ihrer Aufsicht von einem Hauptmann geführt. Der Marstall umfasste daher neben Stallungen für die Pferde auch eine Schmiede und bis zur Errichtung der JVA Lauerhof 1909 auch das Gefängnis der Stadt. Während die Marstallschmiede mit ihrer Renaissancefassade an der Großen Burgstraße für den neugotischen Neubau des Gerichtsgebäudes 1894 abgerissen wurde, ist das Torgebäude über der Einfahrt zum Marstallhof erhalten geblieben. Die weiter erhaltenen Gebäude des Marstalls schließen westlich an das Burgtor an.